# トルコの査証政策

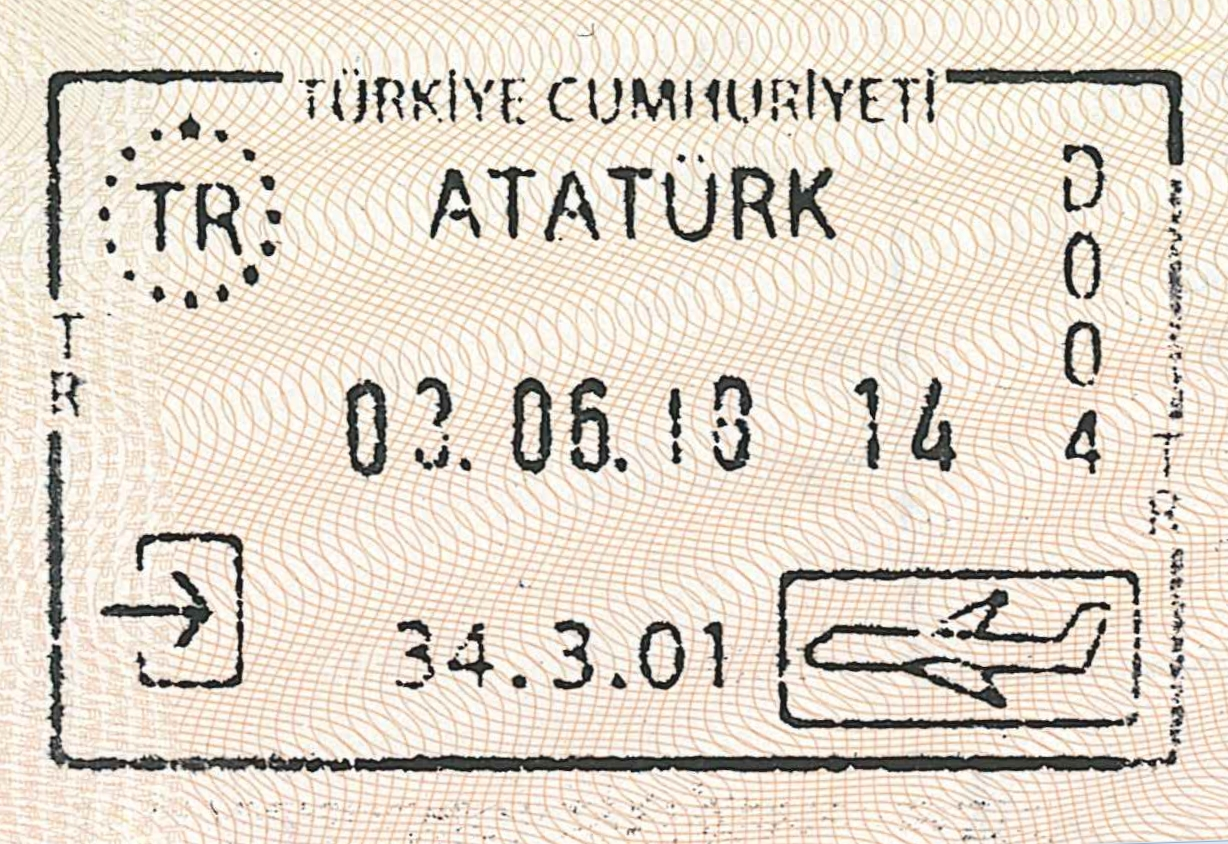
アタテュルク国際空港での出入国証印。

トルコの査証政策（トルコのさしょうせいさく）では、トルコ共和国政府がトルコに渡航しようとしている外国人に対して行っている査証（ビザ）政策について記述する。
査証を免除される国か、電子査証を申請できる国以外の国民はトルコへの渡航にあたり、トルコの在外公館のいずれかから査証を発給される必要がある。
トルコに渡航しようとしている外国人は到着日時点で有効期限が150日以上の旅券を所持する必要がある。ただし、スイス、スペイン、フランス、ベルギー、ポルトガル、ルクセンブルク国民は旅券の有効期限が過ぎて5年未満の場合、ドイツ国民は旅券または身分証明書の有効期限が過ぎて1年未満の場合、ブルガリア国民は旅券の有効期限がトルコからの出国日以降の場合でも入国できる。アゼルバイジャン、イタリア、ウクライナ、オランダ、北キプロス、ギリシャ、ジョージア、スイス、スペイン、ドイツ、ハンガリー、フランス、ブルガリア、ベルギー、ポーランド、ポルトガル、マルタ、モルドバ、リヒテンシュタイン、ルクセンブルク国民は旅券のほか、身分証明書を提示しても入国できる。旅券有効期限の規定は身分証明書でも入国できる国の国民には適用されない。
トルコは欧州連合の加盟候補国であるが、トルコの査証政策はシェンゲン圏の査証政策より複雑である。一例として、欧州連合加盟国のうちキプロスは査証を免除されない。
2020年3月2日より、アイルランド、イギリス、オーストリア、オランダ、クロアチア、スペイン、ノルウェー、ベルギー、ポーランド、ポルトガル、マルタ国民は査証を免除された。2023年12月23日より、アメリカ合衆国、アラブ首長国連邦、オマーン、カナダ、サウジアラビア、バーレーン国民は査証を免除された。

## 査証免除
一般旅券を所持する下記の国の国民は特記がない限り、観光または商業目的、かつ下記記載通りの滞在日数の場合、査証が免除される。一部の国の国民が連続した180日間に90日まで滞在する場合、旅券のほかに身分証明書を使用した入国も許可される。
| - 北キプロスID |

| - 欧州連合加盟国（キプロスを除く）ID 1 \| - アルバニアT - アンドラ - アルゼンチン - アゼルバイジャンID[11] - バーレーンT[12] - ベリーズ - ボリビア - ボスニア・ヘルツェゴビナ - ブラジル - カナダT[12] - チリ - コロンビア - エクアドル - エルサルバドル - ジョージアID[13] - グアテマラ \| - ホンジュラス - 香港H - アイスランド - イラン - イスラエル - 日本 - ヨルダンT - カザフスタン - コソボT - クウェート - キルギス - レバノンT - リヒテンシュタインID - マレーシア - モルドバID[14] - モナコ \| - モンテネグロ - モロッコ - ニュージーランド - ニカラグア - 北マケドニア共和国 - ノルウェー - オマーンT[12] - パナマ - パラグアイ - ペルー - カタールT - セントクリストファー・ネイビス - サンマリノ - サウジアラビアT[12] - セルビア[15] - セーシェル \| - シンガポール - 韓国 - スイスID - タジキスタン - トリニダード・トバゴ - チュニジア - ウクライナID[1] - アラブ首長国連邦[12] - イギリスT 2[16] - アメリカT[12] - ウルグアイ - ウズベキスタン - バチカン市国 - ベネズエラ \| \| | | | |  |
| - アルバニアT - アンドラ - アルゼンチン - アゼルバイジャンID - バーレーンT - ベリーズ - ボリビア - ボスニア・ヘルツェゴビナ - ブラジル - カナダT - チリ - コロンビア - エクアドル - エルサルバドル - ジョージアID - グアテマラ | - ホンジュラス - 香港H - アイスランド - イラン - イスラエル - 日本 - ヨルダンT - カザフスタン - コソボT - クウェート - キルギス - レバノンT - リヒテンシュタインID - マレーシア - モルドバID - モナコ | - モンテネグロ - モロッコ - ニュージーランド - ニカラグア - 北マケドニア共和国 - ノルウェー - オマーンT - パナマ - パラグアイ - ペルー - カタールT - セントクリストファー・ネイビス - サンマリノ - サウジアラビアT - セルビア - セーシェル | - シンガポール - 韓国 - スイスID - タジキスタン - トリニダード・トバゴ - チュニジア - ウクライナID - アラブ首長国連邦 - イギリスT 2 - アメリカT - ウルグアイ - ウズベキスタン - バチカン市国 - ベネズエラ |  |

| - アルバニアT - アンドラ - アルゼンチン - アゼルバイジャンID - バーレーンT - ベリーズ - ボリビア - ボスニア・ヘルツェゴビナ - ブラジル - カナダT - チリ - コロンビア - エクアドル - エルサルバドル - ジョージアID - グアテマラ | - ホンジュラス - 香港H - アイスランド - イラン - イスラエル - 日本 - ヨルダンT - カザフスタン - コソボT - クウェート - キルギス - レバノンT - リヒテンシュタインID - マレーシア - モルドバID - モナコ | - モンテネグロ - モロッコ - ニュージーランド - ニカラグア - 北マケドニア共和国 - ノルウェー - オマーンT - パナマ - パラグアイ - ペルー - カタールT - セントクリストファー・ネイビス - サンマリノ - サウジアラビアT - セルビア - セーシェル | - シンガポール - 韓国 - スイスID - タジキスタン - トリニダード・トバゴ - チュニジア - ウクライナID - アラブ首長国連邦 - イギリスT 2 - アメリカT - ウルグアイ - ウズベキスタン - バチカン市国 - ベネズエラ |  |

| - ロシア3 |

| - ブルネイ - コスタリカ | - インドネシアT - マカオT | - モンゴル - タイ |  |

| - ベラルーシ |

ID - 180日間に90日以内の滞在の場合、身分証明書を使用した入国ができる。

T - 旅行目的でのみ、査証が免除される。

H - 香港特別行政区旅券のみ、査証が免除される。

1 - 身分証明書を使用した入国はイタリア、オランダ、ギリシャ、スペイン、ドイツ、ハンガリー、フランス、ブルガリア、ベルギー、ポーランド、ポルトガル、マルタ、ルクセンブルク国民に許可されている。

2 - イギリス国民のみ。

3 - 勤務中のジャーナリストを除く

条件付きの査証免除
| 90日以内、かつ180日間に90日以内（3か国） \| - アルジェリアT 1 - キプロスT 2 - リビアT 3 \| |
| - アルジェリアT 1 - キプロスT 2 - リビアT 3                                                |

T - 旅行目的のみ。

1 - 15歳未満、または65歳以上の場合のみ。

2 - 北キプロス・トルコ共和国に居住し、かつエルジャン国際空港からの直行便か、ファマグスタ、カラヴォスタシ、キレニア港のいずれかから出発した船便でトルコに入国した場合。

3 - 16歳未満、または45歳以上の場合のみ。
- 2022年1月28日、トルコとモルディブが一般旅券所持者の相互査証免除協定を締結したが、この協定はまだ発効していない[23]。

## 一般旅券以外の所持者
下記の国・地域が発給する外交・公用旅券、レセパセの所持者は相互査証免除協定により、（特記がない限り）180日間に90日以内トルコに滞在する場合、査証が免除される。
| - 欧州連合加盟国1 D S（アイルランド、キプロス、ブルガリアを除く） - EFTA加盟国1 D S \| - アフガニスタンD - アルバニア1 D S - アルジェリアD S - アンドラ1 D S - アンゴラD S[24] - アルゼンチン1 D S - アゼルバイジャン1 D S - バハマD S - バーレーンD S - バングラデシュD S - バルバドスD S - ベラルーシ1 3 D S - ベリーズ1 D S - ボリビア1 D S - ボスニア・ヘルツェゴビナ1 D S - ブラジル1 D S - ブルガリア1 2 D S - ブルキナファソD - ブルンジD - カンボジア2 D S - チリ1 D S - 中国D S - コンゴ共和国D - コスタリカ1 2 D S \| - キューバD S - ジブチD S - エクアドル1 D S - エジプトD S - エルサルバドル1 D S - エチオピアD - フィジーD S - ガボンD - ガンビアD - ジョージア1 D S - グレナダD S - ギニアD - ガイアナD S - ホンジュラス1 D S - インドネシア1 D S - イラクD S - イスラエル1 D S - コートジボワールD S - ジャマイカD S - 日本1 D S - ケニアD S - コソボ1 D S - ラオスD - リビアT D \| - モルディブ2 D S - マリD - モーリタニアD S - モーリシャスD S - メキシコD - モナコ1 D S - モンゴル1 2 D S - モンテネグロ1 D S - モザンビークD S - ナミビアD S - ニュージーランド1 D S - ニジェール[25] D S - ナイジェリアD - 北マケドニア共和国1 D S - 北キプロス1 D S - オマーンD S - パキスタンD S - パレスチナD - パナマ1 D S - パラグアイ1 D S - ペルー1 D S - フィリピンD S - ロシア1 D S2 - ルワンダD S \| - セントルシアD S - セントビンセント・グレナディーンD S - サンマリノ1 D S - サウジアラビアT D S - セネガルD - セルビア D S - シエラレオネ[26] D S - シンガポール 1 D S - 南アフリカ2 D S - 韓国1 D S - 南スーダンT D - スーダンT D - タンザニアD S - タイD S - トーゴ[27] D - ウガンダD - アラブ首長国連邦D S - イギリス1 4 D - バチカン市国1 D S - ベトナムD S - イエメン2 D S - ザンビアD \| \| | | | |  |
| - アフガニスタンD - アルバニア1 D S - アルジェリアD S - アンドラ1 D S - アンゴラD S - アルゼンチン1 D S - アゼルバイジャン1 D S - バハマD S - バーレーンD S - バングラデシュD S - バルバドスD S - ベラルーシ1 3 D S - ベリーズ1 D S - ボリビア1 D S - ボスニア・ヘルツェゴビナ1 D S - ブラジル1 D S - ブルガリア1 2 D S - ブルキナファソD - ブルンジD - カンボジア2 D S - チリ1 D S - 中国D S - コンゴ共和国D - コスタリカ1 2 D S | - キューバD S - ジブチD S - エクアドル1 D S - エジプトD S - エルサルバドル1 D S - エチオピアD - フィジーD S - ガボンD - ガンビアD - ジョージア1 D S - グレナダD S - ギニアD - ガイアナD S - ホンジュラス1 D S - インドネシア1 D S - イラクD S - イスラエル1 D S - コートジボワールD S - ジャマイカD S - 日本1 D S - ケニアD S - コソボ1 D S - ラオスD - リビアT D | - モルディブ2 D S - マリD - モーリタニアD S - モーリシャスD S - メキシコD - モナコ1 D S - モンゴル1 2 D S - モンテネグロ1 D S - モザンビークD S - ナミビアD S - ニュージーランド1 D S - ニジェール D S - ナイジェリアD - 北マケドニア共和国1 D S - 北キプロス1 D S - オマーンD S - パキスタンD S - パレスチナD - パナマ1 D S - パラグアイ1 D S - ペルー1 D S - フィリピンD S - ロシア1 D S2 - ルワンダD S | - セントルシアD S - セントビンセント・グレナディーンD S - サンマリノ1 D S - サウジアラビアT D S - セネガルD - セルビア D S - シエラレオネ D S - シンガポール 1 D S - 南アフリカ2 D S - 韓国1 D S - 南スーダンT D - スーダンT D - タンザニアD S - タイD S - トーゴ D - ウガンダD - アラブ首長国連邦D S - イギリス1 4 D - バチカン市国1 D S - ベトナムD S - イエメン2 D S - ザンビアD |  |

| - アフガニスタンD - アルバニア1 D S - アルジェリアD S - アンドラ1 D S - アンゴラD S - アルゼンチン1 D S - アゼルバイジャン1 D S - バハマD S - バーレーンD S - バングラデシュD S - バルバドスD S - ベラルーシ1 3 D S - ベリーズ1 D S - ボリビア1 D S - ボスニア・ヘルツェゴビナ1 D S - ブラジル1 D S - ブルガリア1 2 D S - ブルキナファソD - ブルンジD - カンボジア2 D S - チリ1 D S - 中国D S - コンゴ共和国D - コスタリカ1 2 D S | - キューバD S - ジブチD S - エクアドル1 D S - エジプトD S - エルサルバドル1 D S - エチオピアD - フィジーD S - ガボンD - ガンビアD - ジョージア1 D S - グレナダD S - ギニアD - ガイアナD S - ホンジュラス1 D S - インドネシア1 D S - イラクD S - イスラエル1 D S - コートジボワールD S - ジャマイカD S - 日本1 D S - ケニアD S - コソボ1 D S - ラオスD - リビアT D | - モルディブ2 D S - マリD - モーリタニアD S - モーリシャスD S - メキシコD - モナコ1 D S - モンゴル1 2 D S - モンテネグロ1 D S - モザンビークD S - ナミビアD S - ニュージーランド1 D S - ニジェール D S - ナイジェリアD - 北マケドニア共和国1 D S - 北キプロス1 D S - オマーンD S - パキスタンD S - パレスチナD - パナマ1 D S - パラグアイ1 D S - ペルー1 D S - フィリピンD S - ロシア1 D S2 - ルワンダD S | - セントルシアD S - セントビンセント・グレナディーンD S - サンマリノ1 D S - サウジアラビアT D S - セネガルD - セルビア D S - シエラレオネ D S - シンガポール 1 D S - 南アフリカ2 D S - 韓国1 D S - 南スーダンT D - スーダンT D - タンザニアD S - タイD S - トーゴ D - ウガンダD - アラブ首長国連邦D S - イギリス1 4 D - バチカン市国1 D S - ベトナムD S - イエメン2 D S - ザンビアD |  |

D - 外交旅券。

S - 公用旅券。

T - 旅行目的のみ免除。

1 - 滞在期間は無制限。

2 - 180日間に30日以内。

3 - 30日以内、かつ1年間に90日以内。

4 - イギリス国民のみ。
レセパセの所持者、かつ国際連合の青色渡航文書を所持している場合、公務を証明できれば査証なしで180日間に90日以内滞在できる。公務を証明できない場合は査証が免除されない。国際連合の赤色渡航文書を所持している場合、滞在目的にかかわらず査証を免除され、180日間に90日以内滞在できる。

## 電子査証
下記の国・地域が発給する旅券の所持者は手数料を支払うことで電子査証を申請できる。滞在期間は180日間に90日以内（または1回の申請で30日以内）。
| - アンティグア・バーブーダ - アルメニア1 - オーストラリア - バハマ - バルバドス - 海外在住英国民 - 中国 - キプロス1 | - ドミニカ国 - ドミニカ共和国 - 東ティモール1 - フィジー1 - グレナダ - ハイチ - ジャマイカ - モルディブ | - モーリシャス1 - メキシコ1 2 - セントルシア - セントビンセント・グレナディーン - 南アフリカ - スリナム1 - 台湾2 |

1 - 一次ビザ（180日間に30日以内滞在可）のみ申請できる。

2 - 電子査証の申請手数料が無料となる。

### 条件付き電子査証
下記の国・地域の住民は下記の条件を満たす場合、一次ビザ（30日以内滞在可）を申請できる。
| - アフガニスタン - アルジェリア - バングラデシュ - カーボベルデ | - エジプト - 赤道ギニア - インド - イラク1 | - リビア - パキスタン - パレスチナ - フィリピン | - セネガル - スリランカ - ベトナム - イエメン |

1 - 電子査証の申請手数料が無料となる。
| 条件 |
| --- |
| - アイルランド、アメリカ合衆国、イギリス、シェンゲン圏諸国のいずれかが発給する査証または居住許可を所有していること。電子査証、電子居住許可は不可。ただし、20歳未満または45歳以上のエジプト国民はこの条件を免除される。 - アフガニスタン、インド、パキスタン、バングラデシュ、フィリピン国民以外はトルコ外務省と議定書を締結している航空会社を利用していること。具体的にはペガサス航空とターキッシュ エアラインズが該当する。エジプト国民の場合はエジプト航空でも許可される。 - ホテルの予約と十分な資力（滞在1日ごとに50米ドル）を所持していること。 - アルジェリア住民の場合、18歳未満、または35歳以上のみ電子査証を申請できる。年齢制限を満たさない場合は貼付型の査証が必要である。 |

## 査証申請が必須な国
下記の国・地域の住民は査証が免除されず、電子査証も申請できないため、条件付きの査証免除または条件付きの電子査証申請の条件を満たせない場合は前もってトルコの在外公館のいずれかから査証を発給される必要がある。
| - アフガニスタン - アルジェリア - アンゴラ - バングラデシュ - ベナン - ブータン - ボツワナ - ブルキナファソ - ブルンジ - カンボジア - カメルーン - カーボベルデ - 中央アフリカ共和国 - チャド - コモロ - キューバ - コンゴ共和国 - コンゴ民主共和国 - ジブチ - エジプト - エリトリア - エスワティニ | - エチオピア - 赤道ギニア - ガボン - ガンビア - ガーナ - ギニア - ギニアビサウ - ガイアナ - インド - イラク - コートジボワール - ケニア - キリバス - ラオス - レソト - リベリア - リビア - マダガスカル - マラウイ - マリ - マーシャル諸島 - モーリタニア | - ミクロネシア連邦 - モザンビーク - ミャンマー - ナミビア - ナウル - ネパール - ニジェール - ナイジェリア - 朝鮮民主主義人民共和国 - パキスタン - パラオ - パレスチナ - パプアニューギニア - フィリピン - ルワンダ - サモア - サントメ・プリンシペ - セネガル - シエラレオネ - ソロモン諸島 - ソマリア - 南スーダン | - スリランカ - スーダン - シリア - タンザニア - トーゴ - トンガ - トルクメニスタン - ツバル - ウガンダ - イギリス: - イギリス海外領土市民 - イギリス海外市民 - イギリス保護国出身者 - イギリス臣民 - バヌアツ - ベトナム - イエメン - ザンビア - ジンバブエ |  |